# Olympe Besson
Pour les articles homonymes, voir Besson.
Jean Olympie Bouquet, dit Olympe Besson ou parfois Charles-Jean-Olympe Besson, né le 3 nivôse an VIII (24 décembre 1799) à Rouen et mort le 28 juillet 1896 à Paris, est un haut fonctionnaire français. 

## Biographie
Il est le beau-fils de Nicolas Charles Besson de Beauver, lui-même haut fonctionnaire, et sous lequel il commence sa carrière en tant que secrétaire particulier. 
Il est successivement nommé secrétaire général du Finistère (1831), sous-préfet de Vassy (1832), secrétaire général du Rhône (1840), préfet de l'Ain (1846), préfet du Jura (1849). 
En tant que préfet de Maine-et-Loire (août 1849-11 mai 1850), il est confronté à la catastrophe de la rupture du pont de la Basse-Chaîne, survenue le 16 avril 1850 à Angers, et qui entraîne la mort de 220 soldats partant pour l'Algérie. Il s'occupe aussitôt de la gestion des secours et de l'organisation des souscriptions, mais au moment de l'enquête destinée à éclaircir les circonstances du drame, la presse le rend responsable pour avoir décidé de modifier l'itinéraire de la troupe, dans le but d'éviter une confrontation avec la population locale. 
Préfet de Haute-Garonne de mai 1850 jusqu'à ce que Charlemagne de Maupas lui succède le 23 mars 1851, il est ensuite préfet du Nord (jusqu'au 24 juin 1857), puis préfet des Bouches-du-Rhône, où Maupas lui succède de nouveau le 2 octobre 1860 lorsque Besson est nommé conseiller d'État.
Grand Officier de la Légion d'Honneur (mentionné sur acte de décès)